# Masafumi Maeda
Masafumi Maeda (født 25. januar 1983) er en tidligere japansk fodboldspiller.
Han har spillet for flere forskellige klubber i sin karriere, herunder Gamba Osaka og Ventforet Kofu.